# Бруниус, Паулина
Паулина Бруниус (швед. Emma Maria Pauline Brunius, 10 февраля 1881 — 30 марта 1954) — шведская театральная и киноактриса, сценаристка и театральный режиссёр.

## Биография
Паулина Линдстедт родилась в Стокгольме в 1881 г. В 1891—1902 гг. она училась танцевать в Королевской опере, а также в 1899—1902 гг. брала уроки у актрисы Лоттен Дорш. Однако впоследствии она отказалась от балета, чтобы исполнять роли в спектаклях. Её дебют состоялся в 1902 г. в Olympiateatern. Несколько лет она была одной из лучших актрис театров Svenska teatern и Oscarsteatern, где она также работала режиссёром. Среди её ролей стоит отметить Жанну д’Арк в Jungfrun av Orléans, Беатриче в «Много шума из ничего» Шекспира, Селимену в «Мизантропе» Мольера, королеву Елизавету в Kring drottningen и майоршу в «Сага о Йёсте Берлинге». Она также снялась в нескольких фильмах.
В 1909 г. Паулина вышла замуж за Йона Бруниуса. В этом браке родились Палле Бруниус и актриса Анна-Мария Бруниус.
Вместе с мужем и Йёстой Экманом в 1926—1932 гг. Паулина возглавляла Oscarsteatern, а в 1938—1948 гг. руководила Королевской оперой, став тем самым первой женщиной, руководившей этим знаменитым театром. На этой должности она проявила себя жёстким и волевым руководителем, сумевшей добиться финансовой поддержки от Ивара Крюгера. В то же время она подвергалась и критике за то, что возглавляемая ею театральная труппа в 1941 г. посетила с гастролями Берлин во время Второй мировой войны. Она также поддерживала созданный в 1933 г. Riksteatern. Паулина внесла значительный вклад в популяризацию национального шведского театра, повышение его престижа и конкурентоспособности.
В 1925 году Паулина была награждена медалью Литературы и искусств.
Она ушла на пенсию в 1948 году, скончалась в Стокгольме в 1954 году.

## Фильмография
- Thora van Deken (1920)
- Gyurkovicsarna (1920)
- En vildfågel (1921)
- Kärlekens ögon (1922)
- Gunnar Hedes saga (1923)
- Karl XII (1925)
- Gustaf Wasa del I (1928)
- Charlotte Löwensköld (1930)
- Doktorns hemlighet (1930)
- Markurells i Wadköping (1931)
- Karl Fredrik regerar (1934)